# Clipboard-Manager
Clipboard-Manager sind Computerprogramme, die die Funktionalität der Zwischenablage eines Betriebssystems erweitern. Diese bieten meist nur eine einzige Speichermöglichkeit für die Ablage an, welche nach einer weiteren „Kopieren“-Aktion überschrieben wird. Die Hauptaufgabe eines Clipboard-Managers ist es, zwischengespeicherte Daten so zu speichern, dass eine spätere und vielseitigere Verwendung der Daten möglich ist.

## Funktionen
Clipboard-Manager greifen auf die Kopieren und Einfügen Funktion zu und vergrößern deren funktionales Spektrum. Dies können folgende Funktionsweisen sein:
- Vielfache Speicherplätze und die Fähigkeit diese zusammenzufügen, zu trennen und zu bearbeiten
- Auswahl eines speziellen Speicherplatzes für die Aktionen „Ausschneiden“ oder „Kopieren“
- Auswahl eines speziellen Speicherplatzes für die Aktion „Einfügen“
- Spezielle Handhabung von Daten, wie zum Beispiel formatierten Text, Tabellen, Datenobjekten, Mediendateien und URLs
- Speichern von kopierten Daten an einem längerfristigen alternativen Speicherplatz
- Indexierung oder Tagging von Daten in der Zwischenablage
- Suchen im Zwischenspeicher
- Verbindung mit Onlinediensten und Bereitstellung auf diesen
- Transparentes Ver- und Entschlüsseln abgelegter Daten

Schließlich kann eine solche Applikation auch für Software verwendet werden, die kein Kopieren oder Einfügen unterstützt.

## Alternative Zwischenablagen und Erweiterungen für die Systemsoftware
| Name                              | Betriebssystem              | Lizenz                  | Deutsch | Englisch |
| --------------------------------- | --------------------------- | ----------------------- | ------- | -------- |
| 3D Clipboard                      | Windows                     | Proprietär              | ?       | ja       |
| ArchiveClipboard                  | Windows, macOS, Linux       | Proprietär              | ?       | ja       |
| ArsClip                           | Windows                     | Delphi (Freie Software) | nein    | ja       |
| CLCL                              | Windows                     | Quelloffen              | nein    | ja       |
| Clipboard History                 | Windows                     | Proprietär              | ja      | ja       |
| Clipboard Manager (ehem. History) | Windows                     | Proprietär              | ja      | ja       |
| Clipboard Master                  | Windows                     | Proprietär              | ja      | ja       |
| ClipIt                            | Unix, Linux, macOS, Windows | GPL                     | ja      | ja       |
| ClipMem                           | Windows                     | Proprietär              | ja      | ja       |
| CopyQ                             | Windows, macOS, Linux       | GPL (Freie Software)    | ja      | ja       |
| Diodon                            | Linux                       | Open Source (GPL)       | ?       | ja       |
| Ditto                             | Windows                     | GPL (Freie Software)    | ja      | ja       |
| Free Clipboard Viewer             | Windows                     | Proprietär              | ?       | ja       |
| Glipper / Klipper (KDE)           | Linux                       | GPL (Freie Software)    | ja      | ja       |
| GPaste                            | Linux                       | BSD                     | ja      | ja       |
| Parcellite                        | BSD, Linux, macOS           | GNU GPL                 | ?       | ja       |
| Shapeshifter                      | Windows                     | Proprietär              | nein    | ja       |
| Wlipper                           | Windows                     | GPL (Freie Software)    | nein    | ja       |
| ICE - Ideal Clipboard Expander    | Windows                     | Shareware               | ja      | ja       |
| Clipman (xfce4-clipman-plugin)    | Linux                       | GPL (Freie Software)    | ja      | ja       |